# حبيبة (ممثلة مصرية)
حبيبة (28 سبتمبر 1976  -)، ممثلة مصرية.

## عن حياتها
ولدت في الجيزة. عملت في عدة أعمال من عام 1995. ولكن في ديسمبر 1998 لقي زوجها المواطن القطري «عطا الله جعفر» مقتولاً في حي الهرم أتهمت مع خمسة أشخاص بقتله ولكن تمت أدنتها، وفي مايو 2005 تمت إعادة محاكمتها وتبرئتها، وقامت بدورها برفع دعوة تعويض وكسبت الدعوة وتم تعويضها بمبلغ مليون جنية.

## أعمالها

### من الأفلام
- شباب تيك أواي.
- رجل مهم جداً.
- بهلول في استنبول.
- سلام مربع للستات.
- كان يوم حبك.

### من المسلسلات
- أهو ده اللي صار (2019)

### من المسرحيات
- بهلول في اسطنبول.

## روابط خارجية
- حبيبة على موقع قاعدة بيانات الأفلام العربية